# لیهم
لیهم (به انگلیسی: Layham) یک روستا و محله مدنی در بریتانیا است که در Babergh واقع شده‌است. لیهم ۵۸۹ نفر جمعیت دارد.